# Santa Ana, León
Santa Ana är en ort i Mexiko.   Den ligger i kommunen León och delstaten Guanajuato, i den centrala delen av landet, 300 km nordväst om huvudstaden Mexico City. Santa Ana ligger 1 787 meter över havet och antalet invånare är 1 974.
Terrängen runt Santa Ana är huvudsakligen platt, men åt nordväst är den kuperad. Terrängen runt Santa Ana sluttar söderut. Runt Santa Ana är det mycket tätbefolkat, med 1 313 invånare per kvadratkilometer. Närmaste större samhälle är León de los Aldama, 7,8 km norr om Santa Ana. Omgivningarna runt Santa Ana är en mosaik av jordbruksmark och naturlig växtlighet.